# Stan Ioan Pătraș

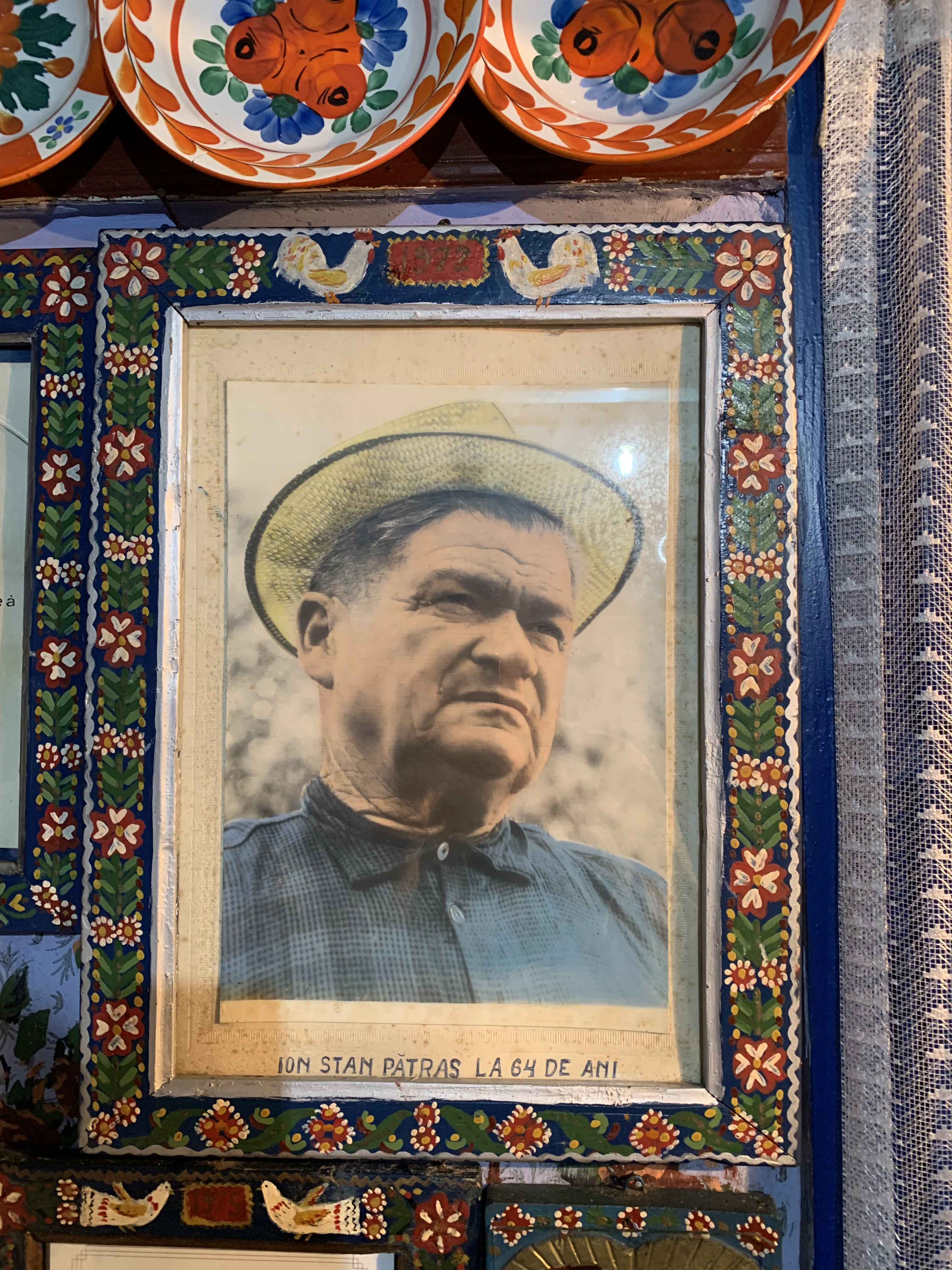
Porträt von Stan Ioan Pătraș in seinem Gedenkhausmuseum in Săpânța

Stan Ioan Pătraș (* 1908 in Săpânța (Rumänien); † 1977 ebenda) war ein rumänischer Künstler.
Über Jahrzehnte gestaltete er den Friedhof in der Gemeinde Săpânța im Kreis Maramureș im nördlichen Rumänien in besonderer Weise, so dass dieser jetzt als Fröhlicher Friedhof (rumänisch: Cimitirul Vesel) weit über Rumänien hinaus bekannt ist und Touristen anzieht. Die traditionellen hölzernen Grabstelen verzierte Patras mit handgemalten Bildern der Verstorbenen und mit Versen zu ihrem Leben.